# Polyacanthonotus
Polyacanthonotus är ett släkte av fiskar. Polyacanthonotus ingår i familjen Notacanthidae.
Kladogram enligt Catalogue of Life:
| Polyacanthonotus | \| \| Polyacanthonotus africanus \| \| \| \| \| \| Polyacanthonotus challengeri \| \| \| \| \| \| Polyacanthonotus merretti \| \| \| \| \| \| Polyacanthonotus rissoanus \| \| \| \| |
|                  | \| \| Polyacanthonotus africanus \| \| \| \| \| \| Polyacanthonotus challengeri \| \| \| \| \| \| Polyacanthonotus merretti \| \| \| \| \| \| Polyacanthonotus rissoanus \| \| \| \| |
|                  | Lipogenys |
|                  | |
|                  | Notacanthus |
|                  | |
|                  | Polyacanthonotus africanus |
|                  | |
|                  | Polyacanthonotus challengeri |
|                  | |
|                  | Polyacanthonotus merretti |
|                  | |
|                  | Polyacanthonotus rissoanus |
|                  | |

|  | Polyacanthonotus africanus   |
|  |                              |
|  | Polyacanthonotus challengeri |
|  |                              |
|  | Polyacanthonotus merretti    |
|  |                              |
|  | Polyacanthonotus rissoanus   |
|  |                              |